# Kosa bojowa

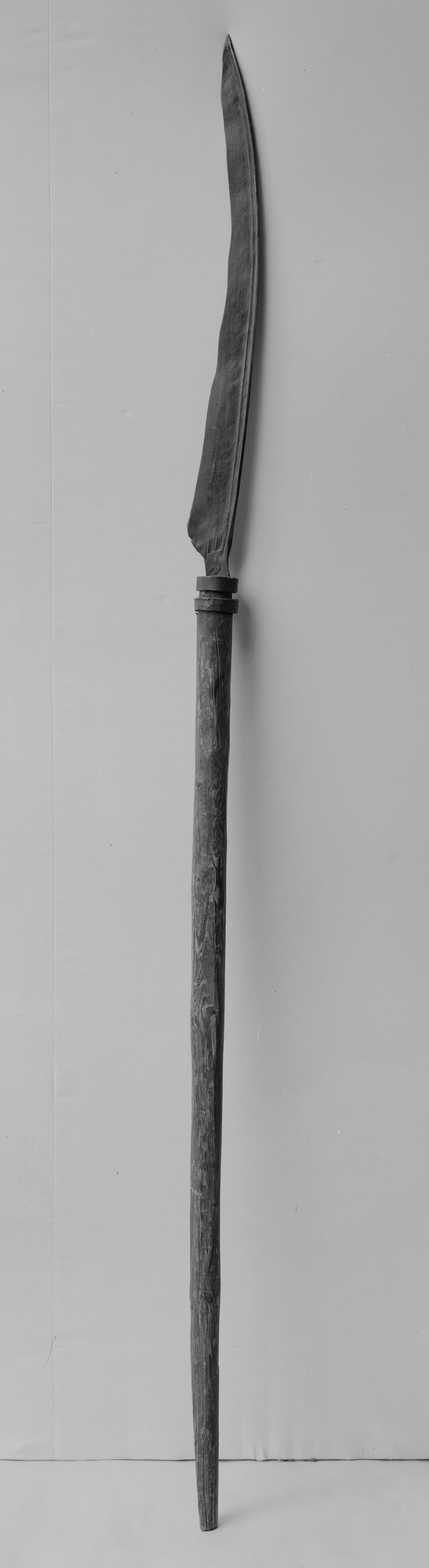
Kosa bojowa

Kosa bojowa – broń biała, powstała z przekształcenia narzędzia typowo rolniczego w broń, używana przez oddziały chłopskie od średniowiecza do XIX wieku. Ze względu na jej szczególne właściwości tnące oraz długi zasięg, kosa gospodarcza nadaje się do użycia jako broń podręczna, lub po odpowiednim zaadaptowaniu może być użyta jako broń bojowa, tj. być przeznaczona na wyposażenie oddziałów o charakterze militarnym.

## Kosa jako broń

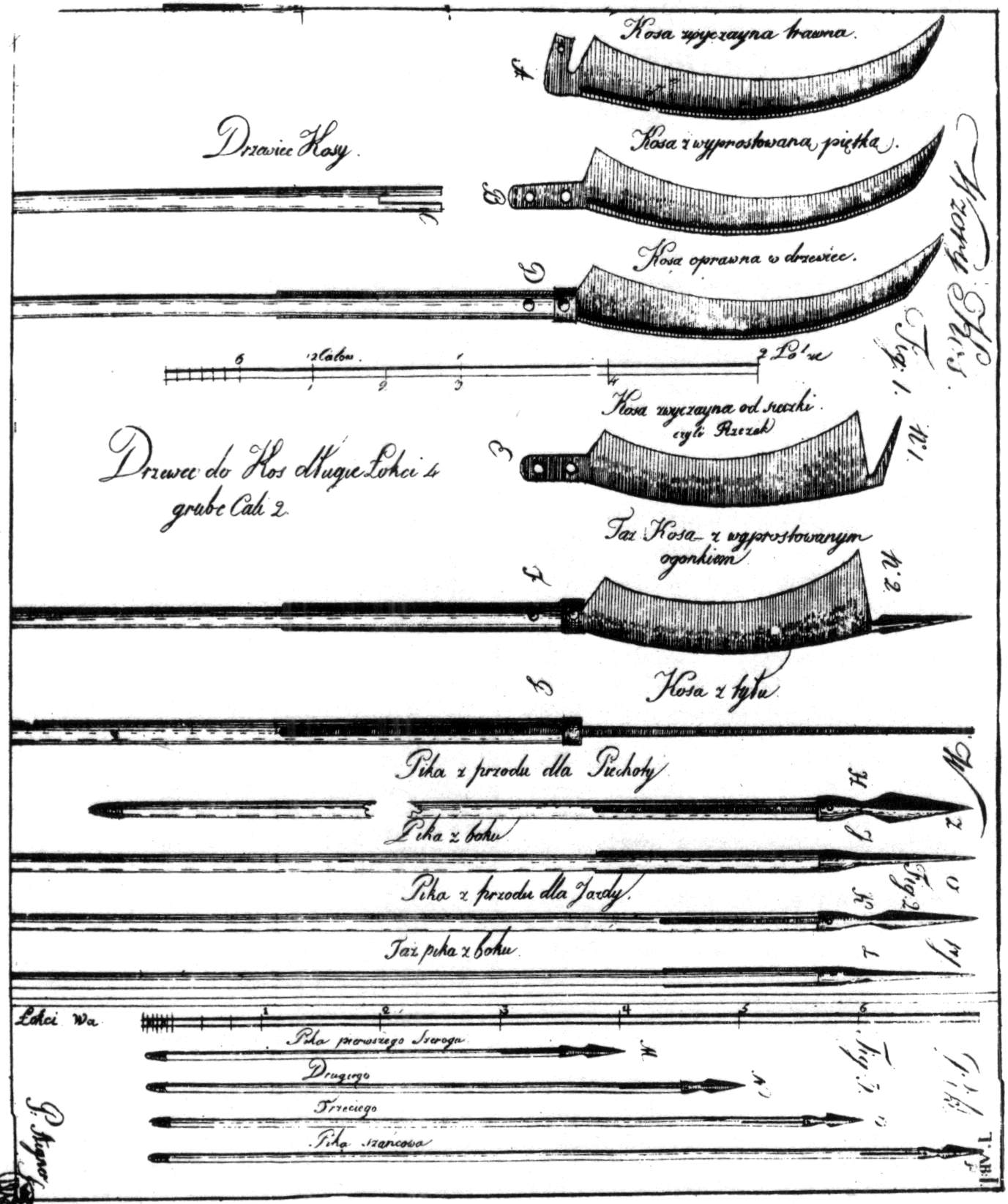
Rys z regulaminu Piotra Aignera Krótka nauka o pikach i kosach, 1794

Typowe zabiegi powodujące przystosowanie kosy gospodarczej do pełnienia funkcji broni bojowej:
- przekucie noża kosy gospodarczej o kąt 90 stopni (na sztorc) – tak, aby żeleźce stanowiło jedną linię z długim drzewcem, na którym jest osadzone;
- wzmocnienie uchwytu mocującego żeleźce do drzewca (np. dodatkowa tuleja, dodatkowe nity);
- wzmocnienie drzewca kosy, zwłaszcza w okolicy mocowania żeleźca do drzewca (w celu jego ochrony przed cięciami bronią sieczną);
- czasami zamiast noża kosy gospodarczej stosowane były noże sieczkarni ręcznej.

Charakterystyka kosy bojowej jako broni:
- znaczny zasięg (promień) rażenia dzięki długiemu drzewcu;
- duża siła uderzenia żeleźca, wynikająca z długiej dźwigni (znane są przypadki przecięcia hełmu wojskowego żeleźcem kosy bojowej);
- możliwość wykonywania zarówno cięć, jak i pchnięć (niektóre kosy bojowe posiadały dodatkowy szpikulec na końcu żeleźca).

Posługiwanie się kosą bojową wymagało dużej siły fizycznej i zręczności. Widok oddziałów wyposażonych w kosy bojowe wywierał silny efekt psychologiczny na przeciwnikach.
Możliwe że to z kosy bojowej wykształciły się inne, bardziej zaawansowane technologicznie typy siecznej broni drzewcowej, takie jak: glewia, gizarma, naginata.
O użyciu kos jako broni (po odpowiedniej przeróbce lub nawet bez niej) świadczą przekazy historyczne i literackie (choć nie tak liczne jak w przypadku innych, „szlachetnych” broni):
- wedle mitologii greckiej Kronos za pomocą kosy (według niektórych wersji za pomocą sierpa) wykastrował swego ojca Uranosa;
- kosy wchodziły w skład wyposażenia czeladzi obozowej (na co dzień mogły być używane jako zwykłe narzędzia gospodarcze, np. do ścinania trawy na paszę dla koni, wycinania zielska pod miejsca na obozowiska); mogły jednak służyć również jako broń podręczna, gdy zaistniała konieczność obrony taborów;
- kosy, obok innych narzędzi gospodarczych, takich jak widły, siekiery itp. były masowo używane podczas odpierania ataków nieprzyjaciela na wsie i podgrodzia oraz do obrony murów miejskich (jako broń plebejska), zwłaszcza gdy był niedostatek broni bojowej;
- kosy były dość powszechnie stosowane w sytuacjach, gdy podejmujący walkę nie mieli dostępu do typowej broni bojowej lub występował jej niedobór (np. powstania chłopskie);
- użycie kos i sierpów (kama, kusarigama) jest przyjęte w sztukach walki wywodzących się z Okinawy, są one również stosowane obecnie w sztukach walki kobudō jako broń tradycyjna;
- kosa bojowa jest używana w ukraińskiej sztuce walki hopak bojowy;
- popularna postać kostuchy (personifikacja śmierci) jest przedstawiana jako uzbrojona w kosę i za jej pomocą przerywająca nić żywota ludzkiego.

## Kosy bojowe w historii

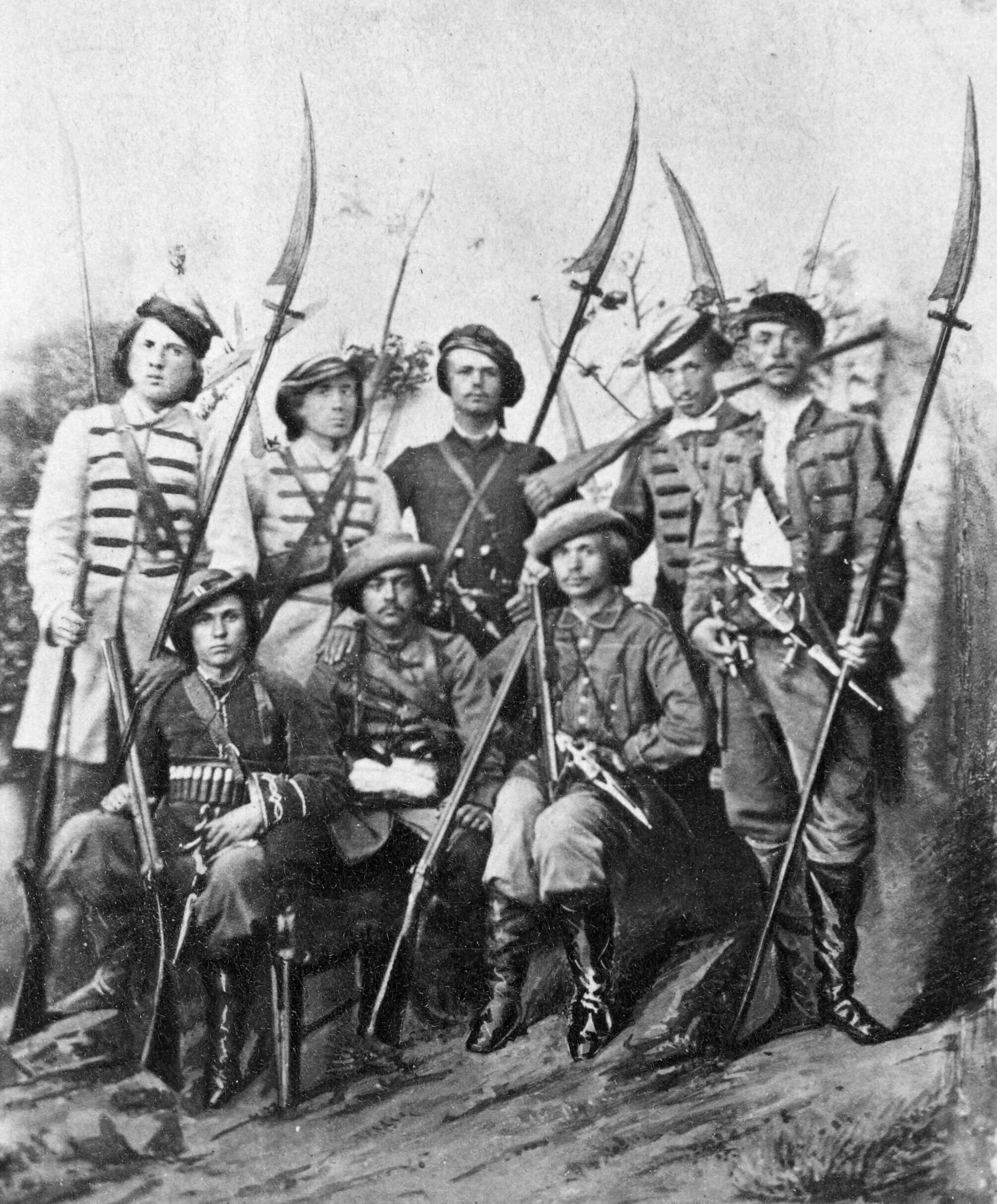
Polscy kosynierzy z powstania styczniowego 1863

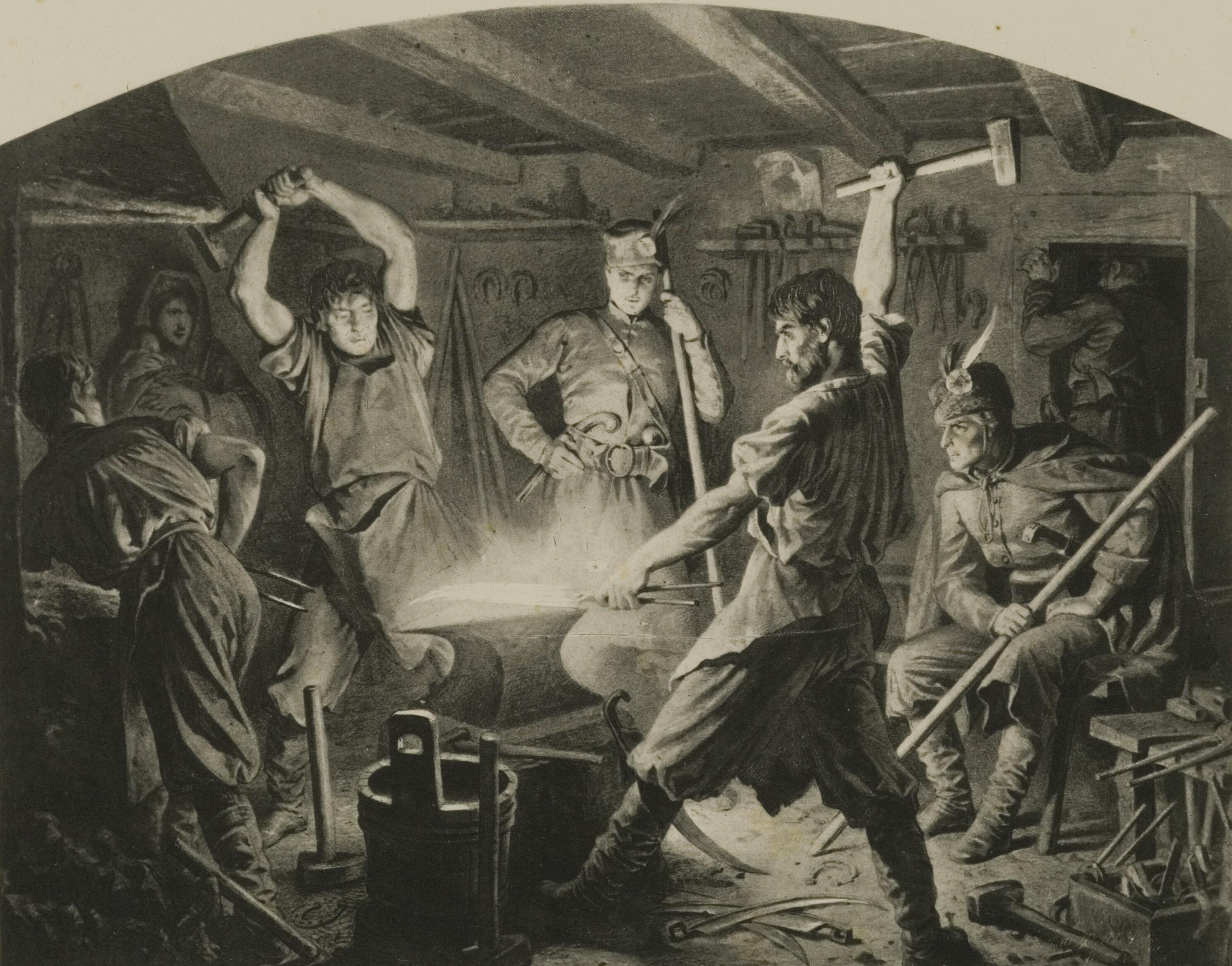
Artur Grottger, Kucie kos, rysunek z cyklu Polonia, 1863

Niektóre historycznie udokumentowane przykłady użycia kos bojowych przez oddziały militarne i paramilitarne w regularnych bitwach:
- V wiek p.n.e. – według opisu Ksenofonta (Anabasis – Wyprawa Cyrusa): armia króla perskiego Cyrusa, posługiwała się rydwanami bojowymi, których koła zaopatrzone były w kosy obracające się wraz z nimi (zobacz: rydwan z kosami), ta sama broń była używana m.in. przez Persów przeciwko wojskom Aleksandra Macedońskiego (pod Gaugamelą w 331 p.n.e.) oraz w 190 p.n.e. w bitwie pod Magnezją między wojskami Seleucydów a Rzymianami;
- 1655–1660 – podczas „potopu szwedzkiego” kosy wykorzystywane były przez polskich chłopów do walki ze szwedzkim najeźdźcą;
- 1685 r. – w bitwie pod Sedgemoor książę Monmouth wystawił oddziały chłopskie liczące 5000 osób, wobec braku innej broni znaczna ich część walczyła przy pomocy kos, wideł i innych narzędzi gospodarczych
- 1794 r. – podczas insurekcji kościuszkowskiej naczelnik powstania, Tadeusz Kościuszko, wystawił liczące 2000 piechurów oddziały chłopskie, których podstawowym wyposażeniem były kosy bojowe. Członków tych oddziałów, tworzących tzw. „milicję krakowską” nazwano wówczas „kosynierami”. Oddziały kosynierów wzięły udział w większości bitew insurekcji, a w bitwie pod Racławicami szarża kosynierów na obsługę armat rosyjskich miała dla losów tej bitwy znaczenie rozstrzygające; na potrzeby szkolenia oraz dowodzenia oddziałami kosynierów opracowany został wówczas podręcznik pt.: „Krótka nauka o kosach i pikach”, autorstwa Piotra Aignera;
- 1830–1831 – w powstaniu listopadowym: według relacji gen. Henryka Dembińskiego – „tylko jedno województwo krakowskie wystawiło w ciągu tygodnia 60 000 kosynierów”. Oddziały kosynierów wzięły m.in. udział w bitwie pod Ostrołęką;
- 1848 r. – w powstaniu wielkopolskim;
- 1848 r. – w Danii: podczas najazdu armii Szlezwiku-Holsztynu na Jutlandię tamtejsi chłopi stworzyli oddziały milicji, których uzbrojeniem były kosy bojowe;
- 1863–1864 – w powstaniu styczniowym taktykę walki kosynierów opracował wówczas na nowo gen. Ludwik Mierosławski; kosynierzy brali udział w wielu bitwach tego powstania, m.in. w bitwie pod Grochowiskami; „Kucie kos” to jedna ze słynnych grafik Artura Grottgera, na której przedstawiona jest scena przygotowywania kos dla powstańców.
- 1921 r. – kos bojowych użyto również w powstaniu śląskim w Szopienicach;
- 1939 r. – w kosy bojowe uzbrojeni byli też czasowo (tj. do chwili zdobycia broni) „Czerwoni” kosynierzy gdyńscy; taką kompanię sformowano z gdyńskich ochotników (portowców i kolejarzy), a określenie „czerwoni” to wytwór propagandy wczesnego PRL, która stworzenie i dowodzenie formacją przypisywała Kazimierzowi Rusinkowi, wówczas działaczowi PPS, a po wojnie PZPR; wielu robotników i kolejarzy było związanych z ruchem socjalistycznym.